# 中華基督教青年會中學
中華基督教青年會中學（英語：Chinese YMCA Secondary School，簡稱「青中」）是一所由香港中華基督教青年會主辦的中學。它的原址位於香港島上環必列者士街，是所Band 2的政府資助英文中學；後於2000年9月遷往天水圍新市鎮，並於2008年轉為直資英文中學。2018年該校成為全港首間Google認可的Google Reference School（谷歌模範學校），致力提升教學效能。

## 歷史

### 前身
中華基督教青年會中學前身為1908年成立的青年會漢文學校，校址設於德輔道中26號4樓。於1913及1919年，學校先後遷至必列者士街公理堂，以及在同一街道的青年會必列者士街會所，易名為青年會日校。不過，多年來亦只是一所小學。1945年，擴辦三年制的初級中學。但1956年暫停了初級中學，至1961年，重新擴辦六年制的中文中學，並接受香港政府津貼，成為津貼中學。

### 正式創校
在1960年，中華基督教青年會獲批出「香港青年會小學」原有校舍的地契，以重建為此校，為期75年。翌年3月25日，校舍重建工程舉行奠基禮，由時任署理輔政司載斯德的夫人Mrs Joyce Teesdale主持，中華基督教青年會中學正式成立，這時期的中學是中文中學，由何世明牧師出任校長。校址雖仍是原來的校舍，但毗連學校的卜公花園的公共球場則撥與中學專用，學生可到該球場上體育課。校舍從三層高的樓層，拆卸擴建為九層高的新型校舍，並添購設備。
1961年9月1日，此校正式上課，共開辦11課，但主要建築物尚在動工之中，於是全校各班搬往對面的青年會必列者士街會所上課，至半年後經擴建的校舍完工為止，此時已是11月份。1962年2月9日，新校舍舉行開幕典禮，由教育司憲唐露曉主持。與此同時，香港青年會小學則逐年縮班，直至最後一屆學生於1966年畢業為止，以騰出校舍空間。
何世明牧師接任青年會中學校長後，即開始向政府申請購置校具儀器，設立各自然科學的實驗室及特別教室、聘請教師及招生。學校一共有24班，另設物理、化學、生物等自然科學的實驗室、音樂室、史地室及圖書館，學校亦可用對面會所的大禮堂、泳池、室內球場及一切健身器械。
為提高學生的英語水準，何世明牧師規定任教英文科的老師必須是香港大學畢業生，而任教中文科的老師則多是當代名儒。

### 遷校前特色
當年的青年會中學是全港首批開辦電腦科的中學，所用的電腦是Atari。
在1960至1980年代，青年會中學在校際音樂節中，歷屆獲獎無數，更長期壟斷了牧童笛的獎項。1960-70年代時，青中的音樂團體有初級牧童笛隊，高級牧童笛隊、詩班、中樂團、結他班、銀樂隊。1980年代時，除中樂團外，保留了其他音樂團隊。1980年代的青中校外活動有英語學會、科學學會、攝影學會、團契、電腦學會、童軍、愛丁保奬勵計劃。
而在1980-1998年間，此校曾全面以英文授課，直至因母語教學政策而需恢復以中文授課。
在1971-81年間，青中曾同時設立夜中學部，其所有行政人員與日校部相同。

### 遷校後
由於原有校舍空間不足，此校於1999年獲分配位於天水圍新市鎮天悅邨6期的一座新建校舍，以作遷置，並與毗鄰同時開辦的中華基督教青年會小學（屬於天富苑4期）結為「一條龍學校」。但由於工程延誤，初時未能使用新校舍，在天水圍開辦的班別需借用位於天盛苑的元朗公立中學校友會鄧兆棠中學上課。上環校舍則繼續運作，直至所有學生完成課程，畢業離校。
到了2000年11月，天悅邨新校舍才落成，並於翌年1月2日起正式啟用；2004年，上環校舍的最後一批學生正式畢業，結束此校「一校兩址」的過渡期。
2005年起，此校申請轉為直資中學。有關申請於三年後獲批，因而獲准再以英語授課至今。由於結龍制度規定中、小學均須採用同一種資助模式，因此與保留為津貼小學的中華基督教青年會小學結束「一條龍」聯繫。

## 校舍

### 舊校舍
舊校舍設有24間課室及各種特別室，然而不設操場及禮堂，師生需借用鄰近的青年會必列者士街會所進行體育活動及早會。此外，舊校舍天台亦設有一間祈禱室，供學生團契使用。
由於最後一批在港島招收的學生於2004年畢業，舊址亦於同年起騰空。按照青年會與前教育統籌局簽訂的附屬協議，舊校舍毋須交出，但需供教統局使用作教育用途至少十年。校舍曾用作一間學校的臨時校舍，直至2012年8月為止；其後，舊校舍由青年會收回，改辦同系私立小學。

#### 舊校舍圖片

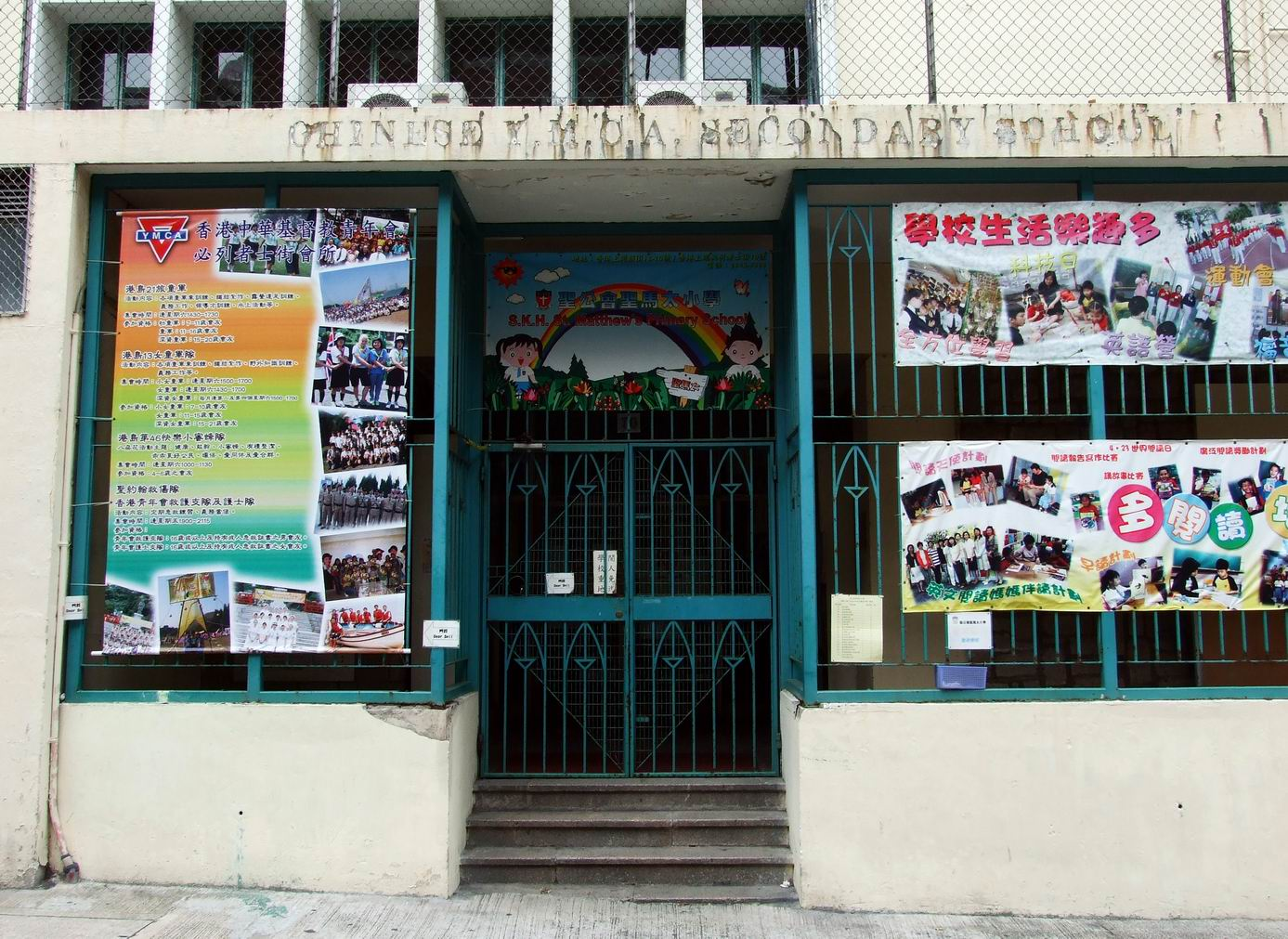
位於必列者士街的中華基督教青年會中學舊址
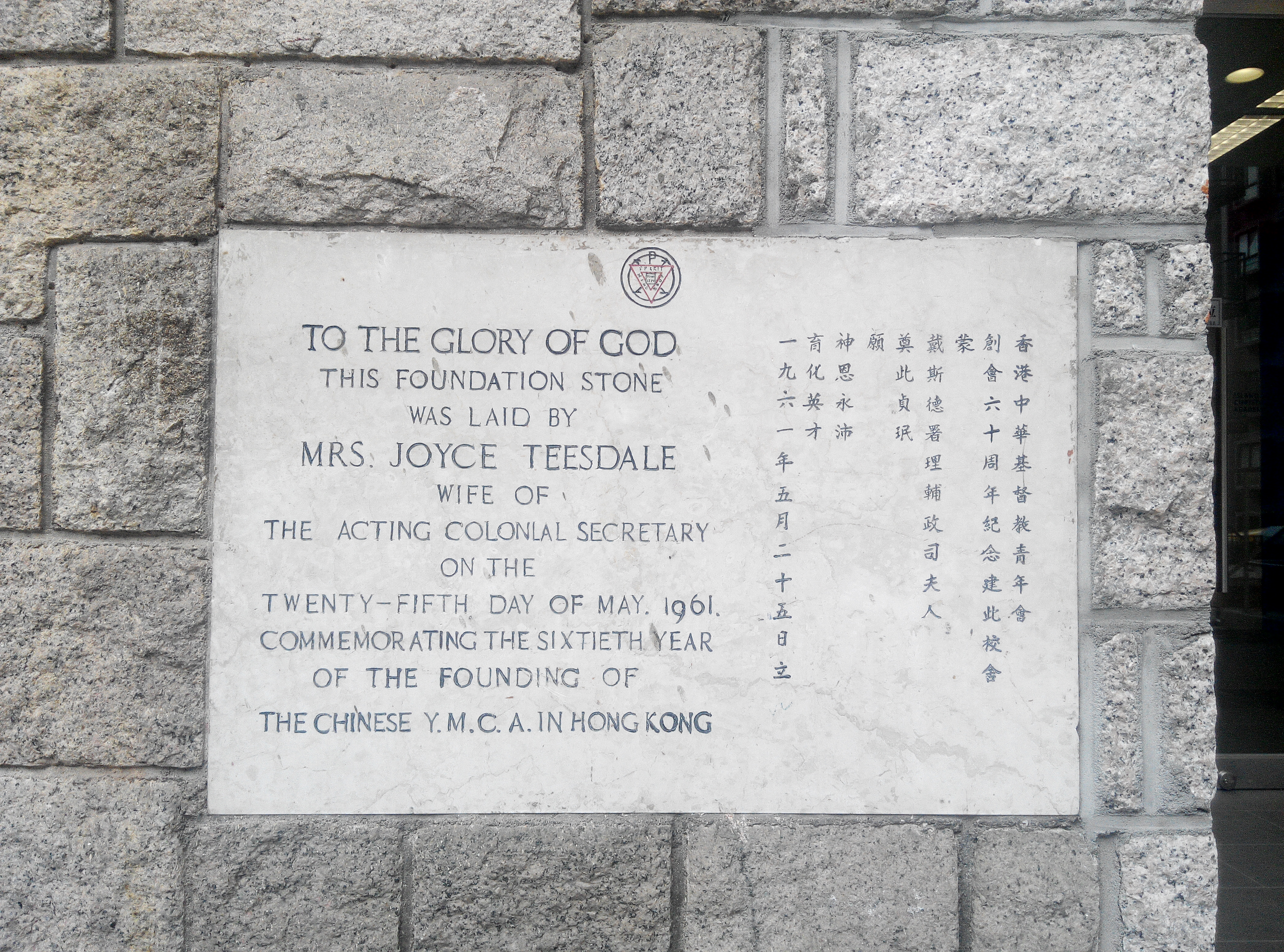
舊校奠基石
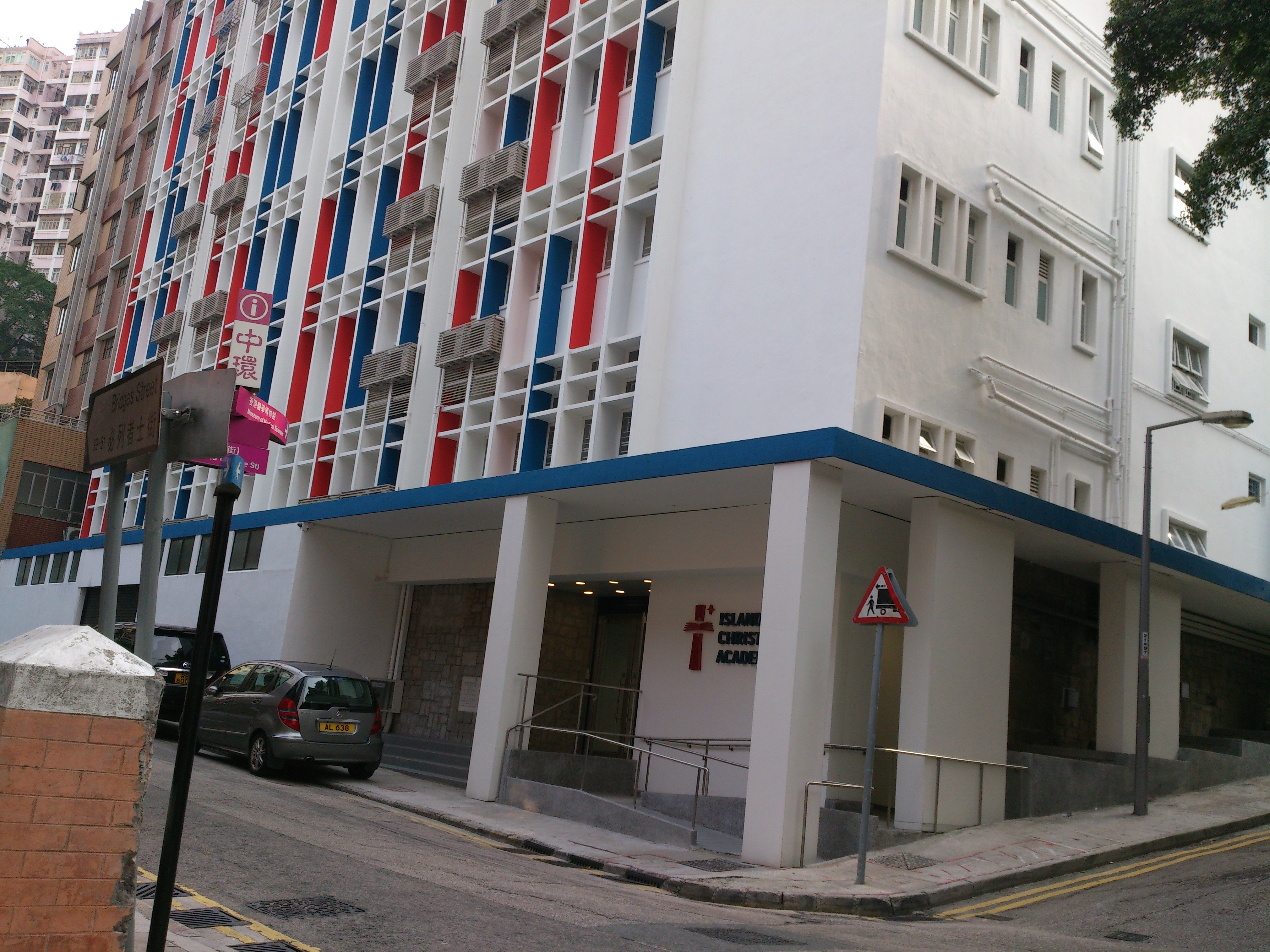
舊校舍經過翻新後，由2012年9月開始成為同系Island Christian Academy（私立小學）的校舍

### 新校舍
位於天悅邨的新校舍為一所1995年版靈活式校舍，設有26間課室及各種特別室，佔地約8,000平方米。
該校舍的建築工程綑綁於天悅邨6期的建造合約內，地基及上蓋均由新昌營造承建，於1997年3月獲立法局通過撥款，當中上蓋工程於1998年7月動工，2000年11月完工，是全港倒數第二座、新界最後一座靈活式校舍，以及最後一座1995年版同類校舍。

#### 新校舍圖片

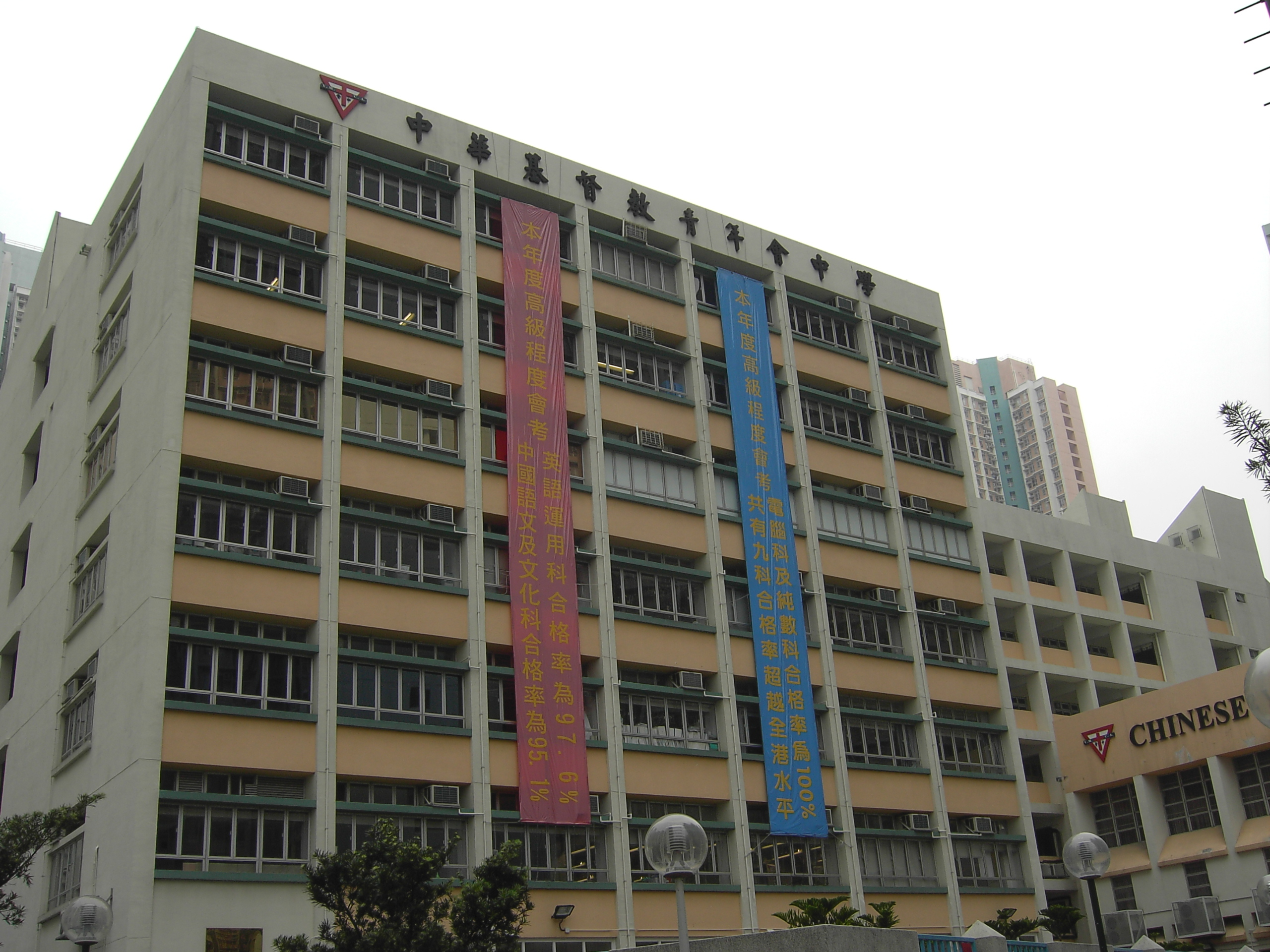
翻漆前校舍
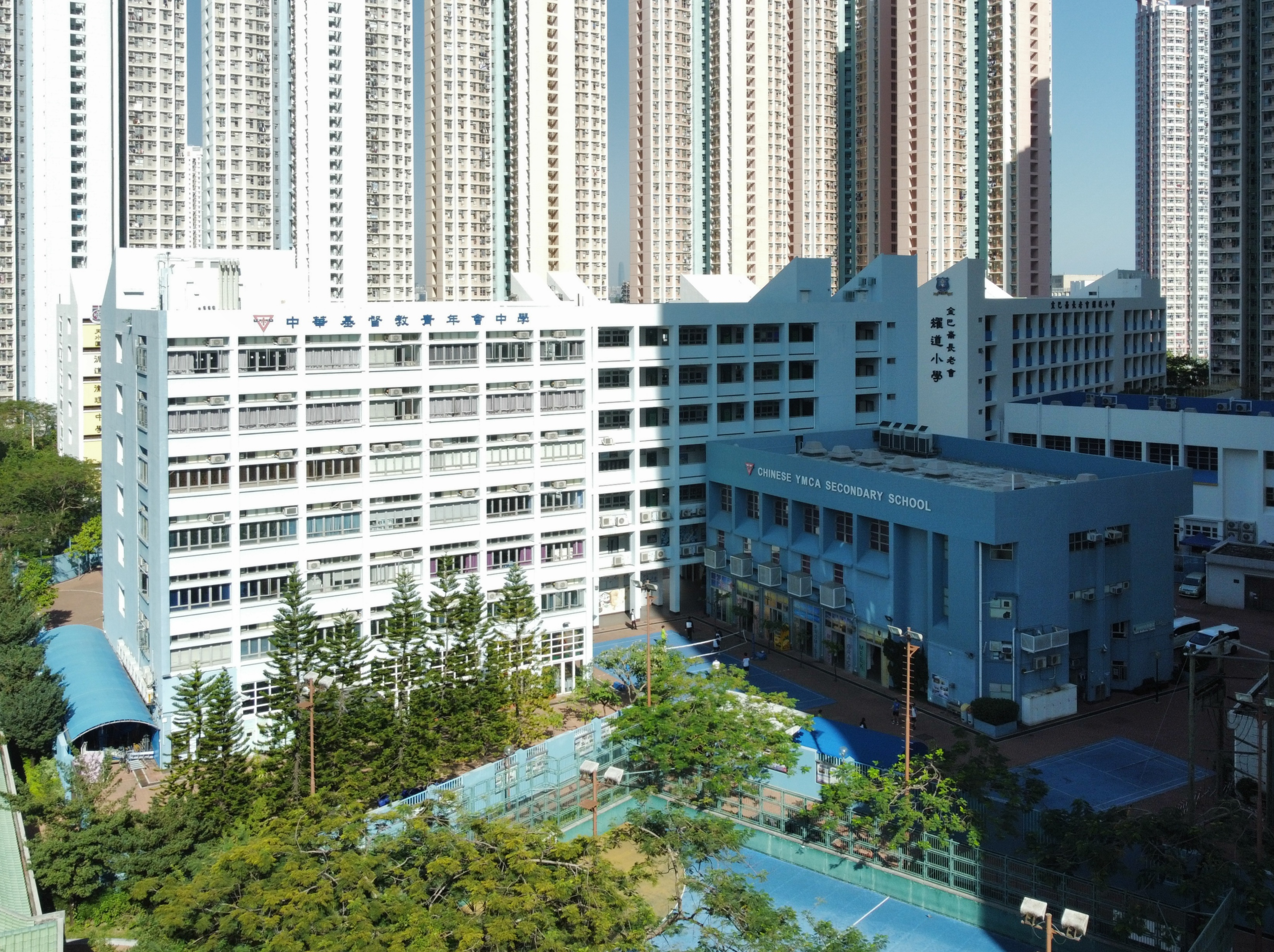
翻漆後校舍

## 社別

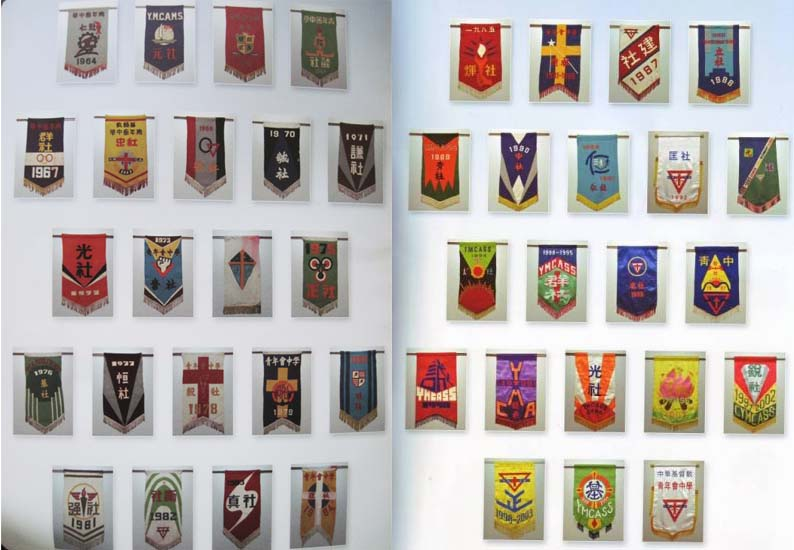
青中的社旗

青中的社別頗具特色。原本依學生之入學年份分級社，遷至天水圍後則同時把學生再分成五社。
級社依畢業年份分社，依次為：63年「仁」社、64年「匡」社、65年「元」社、66年「燄」社、67年「群」社、68年「忠」社、69年「敬」社、70年「誠」社、71年「謙」社、72年「光」社、73年「奮」社、74年「銳」社、75年「正」社、76年「基」社、77年「恆」社、78年「毅」社、79年「剛」社、80年「斌」社、81年「強」社、82年「勵」社、83年「真」社、84年「理」社、85年「輝」社、86年「煌」社、87年「建」社、88年「立」社、89年「青」社及90年「中」社，二十八個社為一循環。
新制下另設的五社為：「仁」、「義」、「智」、「勇」及「絜」，乃玉之五德。根據《說文解字》的解釋，潤澤以溫為仁、鰓理自外可以知中為義、其聲舒揚，專以遠聞為智、不撓而折為勇、銳廉而不忮為絜。比喻學生為珍貴的玉，經過學校的琢磨，能耀五德，行己有方，服務人群。
儘管新入學的學生會被編成五社，他們仍會依其入學年份被分作同一級社，加入校友會，秉承多年傳統。

## 校政管理

### 歷任校監
於1999年前，校監職位均由香港中華基督教青年會總幹事兼任。
- 彭紹賢先生[14]
- 蔡利恆先生[7]
- 趙文璧先生[5]
- 鍾澄漢先生[15]（1990年-1999年）
- 雷庭蓀博士（1999年-？年；原同系青年會書院校長）
- 吳桂華先生

### 歷任校長
- 何世明牧師[14]（1961年-1977年，創校校長）
- 辛世勤先生（1977年-1987年，第二任）
- 陳祖澤先生（1987年-2011年，第三任）
  - 林珍女士（2000年-2004年，舊校舍署任校長）[16]
- 陳錦偉先生（2011年-2021年，第四任）（原為耀中國際學校中學部、粉嶺救恩書院及港大同學會書院校長）
- 張富華先生（2021年起，現任校長）（原為顯理中學副校長）

## 著名校友
- 王者匡（原名王家怡）（1980年斌社）：又名「Harry哥哥」，香港著名魔術師和兒童節目主持人
- 梁錦倫（1977年恆社）：香港理工大學醫療科技及資訊學系副教授
- 趙文海（1978年毅社）：香港作曲人，擔任作曲、編曲、唱片監製、音樂總監等。著名香港音樂劇《白蛇傳》之作曲人
- 張浣儀（1976年基社）：著名作家，著有《淨土不丹》、《褐紅袈裟》
- 游莨維：香港無綫電視藝人
- 李美琪：暱稱「牛雜妹」、香港女演員
- 陳家珮（1996年肄業）：香港政治人物、前南區區議會海怡西選區區議員
- 李少鶴（1968年忠社）：聖公會田灣始南小學及聖公會基顯小學前校長
- 潘玲：藝名Kitling，香港女演員、YouTuber
- 尹梓滔： 香港著名實況主 (Colour1020) 大樹下百萬富翁
- 陳鉅源（1965年中五）：已故新鴻基地產前執行董事[17]
- 俞肇熊（1964年中五）：香港珠海學院副校長、前香港城市大學商學院副院長及經濟學講座教授[18][19]

## 軼事及事件
- 2015年10月，審計署揭發教育局（及前教育統籌局）並未嚴格執行舊校舍交還政策。當中，此校於2000年6月與教統局達成的附屬協議中，容許青年會毋須按照新校舍合約，交還上環舊校舍地上權，被指有違上述政策[4]。
- 2021年3月10日，由於政府在天富苑及天悅邨一帶學校（包括此校）的污水樣本內驗出SARS-CoV-2病毒，此校所有師生均需按《強制檢測公告》的規定，在限期內進行2019冠狀病毒病檢測[20]。
- 2022年6月21日晚上，中電位於元朗山貝河的高壓電纜橋發生爆炸，導致天水圍等地區停電。而由於天水圍北一帶需要較長時間才完成電力搶修工作，包括此校在內的14間當區學校翌日需停課一天[21]。
- 2023年起，青年會董事局考慮要求入駐此校的基督教宣道會天霖堂遷出，但校方對此採取消極態度，而該堂至今仍舊在現址運作[22]。

## 外部連結
- 中華基督教青年會中學網頁（页面存档备份，存于）
- 中華基督教青年會中學校友會
- 中學概覽2018/2019[]

## 註解
1. ↑  2021-22年度[1]
2. ↑  全港最後一座靈活式校舍為聖馬可中學，採用1998年中學版本設計，於2000年12月完工。